# Chinese FA Women’s Cup 2018
Der Chinese FA Women’s Cup 2018 ist die 12. Spielzeit des Frauenfußball-Pokalwettbewerb für Chinesische Vereinsmannschaften. Die Saison begann am 13. März 2018 und endete voraussichtlich am 29. September 2018. Titelverteidiger ist Jiangsu Suning WFC.

## Teilnehmende Mannschaften
| Chinese Women’s Super League die 8 Vereine der Chinese Women’s Super League 2018                                                                                      | Chinese Women’s League One die 7 Vereine der Chinese Women’s League One 2018                                                        |
| - Dalian Quanjian FC - Changchun Dazhong Zhuoyue WFC - Jiangsu Suning WFC - Shanghai SVT WFC - Beijing Baxy FC - Hebei Ticai - Wuhan Jiangda WFC - Henan Huishang WFC | - Meizhou Huijun FC - Sichuan FA - Zhejiang Lander - Jiefangjun - Shaanxi FA - Shandong Sports Lottery - Nei Mongol Hengjun Beilian |

## Gruppenphase

### Gruppe A
| Pl. | Verein                 | Sp. | S | U | N | Tore    | Diff. | Punkte |
| --- | ---------------------- | --- | - | - | - | ------- | ----- | ------ |
| 1.  | Jiangsu Suning WFC (P) | 3   | 2 | 1 | 0 | 007:000 | +7    | 07     |
| 2.  | Beijing Baxy FC        | 3   | 2 | 1 | 0 | 008:200 | +6    | 07     |
| 3.  | Zhejiang Lander        | 3   | 1 | 0 | 2 | 004:400 | ±0    | 03     |
| 4.  | Hebei Ticai            | 3   | 0 | 0 | 3 | 001:140 | −13   | 0      |

| Zum 4. Spieltag: |                                |  |  |
| Qualifikation zur K.O.-Runde Qualifikation zu den 9.- bis 12. Platzierten Runde Qualifikation zu den 13.- bis 16. Platzierten Runde |                                |  |  |
| |                                |  |  |
| Zum Saisonende 2017: |                                |  |  |
| (P) | Titelverteidiger der Vorsaison |  |  |

### Gruppe B
| Pl. | Verein                        | Sp. | S | U | N | Tore    | Diff. | Punkte |
| --- | ----------------------------- | --- | - | - | - | ------- | ----- | ------ |
| 1.  | Changchun Dazhong Zhuoyue WFC | 3   | 2 | 1 | 0 | 006:200 | +4    | 07     |
| 2.  | Shanghai SVT WFC              | 3   | 2 | 0 | 1 | 006:300 | +3    | 06     |
| 3.  | Sichuan FA                    | 3   | 0 | 2 | 1 | 001:500 | −4    | 02     |
| 4.  | Meizhou Huijun FC             | 3   | 0 | 1 | 2 | 000:300 | −3    | 01     |

| Zum 4. Spieltag: |
| Qualifikation zur K.O.-Runde Qualifikation zu den 9.- bis 12. Platzierten Runde Qualifikation zu den 13.- bis 16. Platzierten Runde |

### Gruppe C
| Pl. | Verein                     | Sp. | S | U | N | Tore    | Diff. | Punkte |
| --- | -------------------------- | --- | - | - | - | ------- | ----- | ------ |
| 1.  | Wuhan Jiangda WFC          | 3   | 2 | 0 | 1 | 009:200 | +7    | 06     |
| 2.  | Henan Huishang WFC         | 3   | 2 | 0 | 1 | 010:400 | +6    | 06     |
| 3.  | Shandong Sports Lottery    | 3   | 2 | 0 | 1 | 006:200 | +4    | 06     |
| 4.  | Nei Mongol Hengjun Beilian | 3   | 0 | 0 | 3 | 001:180 | −17   | 0      |

| Zum 4. Spieltag: |
| Qualifikation zur K.O.-Runde Qualifikation zu den 9.- bis 12. Platzierten Runde Qualifikation zu den 13.- bis 16. Platzierten Runde |

### Gruppe D
| Pl. | Verein             | Sp. | S | U | N | Tore    | Diff. | Punkte |
| --- | ------------------ | --- | - | - | - | ------- | ----- | ------ |
| 1.  | Dalian Quanjian FC | 3   | 3 | 0 | 0 | 018:200 | +16   | 09     |
| 2.  | PLA                | 3   | 2 | 0 | 1 | 004:600 | −2    | 06     |
| 3.  | Jiefangjun         | 3   | 1 | 0 | 2 | 002:900 | −7    | 03     |
| 4.  | Shaanxi FA         | 3   | 0 | 0 | 3 | 001:800 | −7    | 0      |

| Zum 4. Spieltag: |
| Qualifikation zur K.O.-Runde Qualifikation zu den 9.- bis 12. Platzierten Runde Qualifikation zu den 13.- bis 16. Platzierten Runde |

## K.O.-Runde

### Viertelfinale
Das Viertelfinale fand am 23. Juni 2018 statt.
|                    | Ergebnis |                               |
| ------------------ | -------- | ----------------------------- |
| Wuhan Jiangda WFC  | 1:5      | Beijing Baxy FC               |
| Shanghai SVT WFC   | 1:3      | Dalian Quanjian FC            |
| Henan Huishang WFC | 1:3      | Changchun Dazhong Zhuoyue WFC |
| Jiangsu Suning WFC | -:-      | PLA                           |

## Halbfinale
|      | Ergebnis |      |
| ---- | -------- | ---- |
| PS?? | PS5      | PS?? |
| PS?? | PS6      | PS?? |

## Finale
|      | Ergebnis |      |
| ---- | -------- | ---- |
| PS?? | PS7      | PS?? |